# Roddy Ricch
Roddy Ricch, de son vrai nom Rodrick Wayne Moore, Jr., né le 22 octobre 1998 à Compton, en Californie, est un rappeur, auteur-compositeur et producteur américain.
En Novembre 2018, il publie la mixtape Feed Tha Streets II, qui atteint la 67e place du Billboard 200. Le 6 décembre 2019, il publie son premier album, Please Excuse Me for Being Antisocial, qui débute à la première place du Billboard 200. Malgré le fait qu'elle ne soit pas sortie en single, la chanson The Box atteint la première place du Billboard Hot 100. Il a signé sur le label Atlantic Records.
Il est mentionné dans le single de Lefa nommé Roddy Rich.

## Biographie

### Jeunesse
Rodrick Wayne Moore Jr. est né le 22 octobre 1998 à Compton en Californie, où il a passé son enfance. Durant sa jeunesse, il passe également du temps dans la ville d'Atlanta en Géorgie. Il commence à rapper et à chanter à l'âge de huit ans ; à 16 ans, il commence à produire des chansons,.

### Carrière
En novembre 2017, Roddy Ricch sort sa première mixtape, Feed Tha Streets. En mars 2018, il sort un EP intitulé Be 4 Tha Fame. En mai de la même année, Nipsey Hussle invite Roddy Ricch à un concert PowerHouse à Los Angeles,.
En juillet 2018, il sort Die Young, un single produit par London on da Track, qu'il écrit durant la nuit pendant laquelle le rappeur américain XXXTentacion meurt. La chanson, dédiée à un ami d'enfance, atteint les 80 millions de vues sur YouTube et les 120 millions de streams sur Spotify. En août 2018, il sort Ricch Forever, produit par DJ Bugsy. Ce mois-ci il apparaît sur une chanson de Marshmello ("Project Dreams") ainsi que de Nipsey Hussle ("Racks in the Middle") qui atteint la 40e place du Billboard Hot 100 et remporte le Grammy Awards de la meilleure performance rap en 2020,.
En octobre 2018, il apparaît sur l'album Championships de Meek Mill aux côtés de Future et de Young Thug, sur la chanson Splash Warning,. Le 2 novembre de la même année, il sort sa deuxième mixtape, Feed Tha Streets II, qui contient les singles Die Young et Every Season,. Il se hisse à la 67e place du Billboard 200 et à la 36e place du Top R&B/Hip-Hop Albums.
En juin 2019, il collabore avec Mustard sur le son Ballin' qui se hisse à la 12e place du Hot 100. En décembre, il sort son premier album Please Excuse Me for Being Antisocial. Le 28 février 2020 il sort The Box, qui arrive à la première place du Hot 100, et cela près de 2 semaines (record inégalé depuis 1998), et cumule plus de 630 millions de vues sur Youtube.

### Vie privée
En avril 2020, Allie Minati, la petite amie de Ricch à l'époque, a donné naissance à leur fils.

## Affaires judiciaires
En août 2019, Roddy Ricch a été arrêté pour violence domestique grave. Les charges retenues contre lui ont ensuite été abandonnées par le bureau du procureur du comté de Los Angeles en raison de preuves insuffisantes.
Le 11 juin 2022, Roddy Ricch a été arrêté pour port d'arme après que lui et des membres de son équipe ont été arrêtés à un poste de contrôle de sécurité près de Citi Field, où les forces de l'ordre ont trouvé une arme à feu chargée, des munitions supplémentaires et un chargeur de grande capacité. Les charges ont cependant été abandonnées par la suite.

## Discographie

### Albums studio
- Please Excuse Me for Being Antisocial (2019)
- Live Life Fast (2021)

### Mixtapes
- Feed Tha Streets (2017)
- Feed Tha Streets II (2018)
- Feed Tha Streets III (2022)

### EPs
- Be 4 Tha Fame (2018)